# Kabambare (territoire)
Le territoire de Kabambare est une entité administrative déconcentrée de la province de Maniema en république démocratique du Congo.

## Subdivisions
Le territoire est constitué d'une commune et de six secteurs :
| Subdivision          | Statut  |
| -------------------- | ------- |
| Kabambare            | Commune |
| Babuyu               | Secteur |
| BB Bahemba           | Secteur |
| BB Kabambare-Kahombo | Secteur |
| BB Lulindi           | Secteur |
| BB Salamabila        | Secteur |
| BB Wamaza            | Secteur |